# Stefan Heße
Stefan Heße (ur. 7 sierpnia 1966 w Kolonii) – niemiecki biskup rzymskokatolicki, arcybiskup metropolita Hamburga od 2015.

## Życiorys
Święcenia kapłańskie otrzymał 17 czerwca 1993 z rąk kardynała Joachima Meisnera i został inkardynowany do archidiecezji Kolonii. Był m.in. wicerektorem konwiktu w Bonn, dyrektorem jednego z kurialnych wydziałów oraz wikariuszem generalnym archidiecezji. Od marca do września 2014 zarządzał archidiecezją jako tej administrator.
26 stycznia 2015 papież Franciszek mianował go biskupem diecezjalnym archidiecezji Hamburga. Sakry udzielił mu 14 marca 2015 ordynariusz Osnabrück - biskup Franz-Josef Bode.
W marcu 2021 złożył rezygnację z urzędu arcybiskupa Hamburga, aby wziąć odpowiedzialność za błędy swoje i Kościoła katolickiego w Kolonii w związku z ujawnionymi tam przypadkami tuszowania nadużyć seksualnych, których dopuszczali się wobec nieletnich niektórzy duchowni. 15 września 2021 Konferencja Episkopatu Niemiec poinformowała o nieprzyjęciu rezygnacji przez papieża Franciszka. 